# Réserve naturelle nationale de l'étang de Saint-Paul
La réserve naturelle nationale de l'étang de Saint-Paul (RNN166) est une réserve naturelle nationale située sur le littoral ouest de l'île de La Réunion. Classée en 2008, elle occupe une surface totale de 447 hectares et protège un étang côtier, l'étang de Saint-Paul.

## Localisation

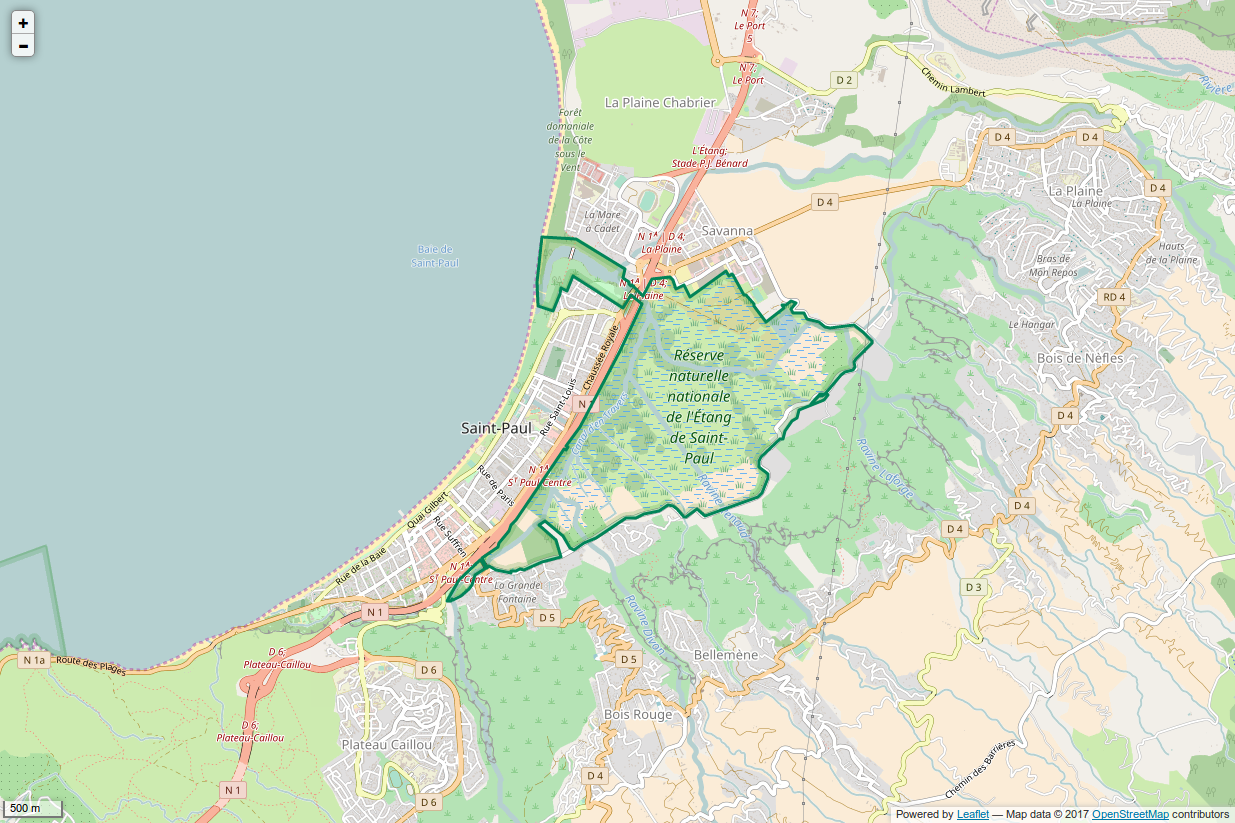
Périmètre de la réserve naturelle.

Le territoire de la réserve naturelle est situé dans le département de La Réunion, sur le territoire de la commune de Saint-Paul.

## Histoire du site et de la réserve
L'étang de Saint-Paul est une ancienne lagune autrefois en liaison avec la mer puis comblée par les apports de matériaux de la Rivière des Galets qui descend du cirque de Mafate. Des études palynologiques ont montré une séparation avec l'océan datant de plus de 2 000 ans.
Le site de l'étang Saint-Paul est le site d'installation des premiers habitants sur l'île dès le milieu du XVIIe siècle. En effet, en 1646, 12 hommes expulsés de Madagascar sont venus s'installer aux alentours de l'étang, car l'endroit était propice. On y trouvait plusieurs ressources comme l'eau et certaines plantes (alimentaires, médicinales… ). L’étang de Saint-Paul, à l’origine entouré d’une végétation naturelle, a tout d’abord eu une vocation agricole avec son réseau de canaux. Puis le développement de la culture de la canne à sucre ainsi que la baisse ultérieure du niveau de l'eau ont à la fois modifié sa valorisation agricole et l’entretien des canaux. La fermeture des canaux se fait peu à peu, en lien avec le développement de plantes invasives. Les zones cultivées ont reculé tandis que l’étang est marqué par un agrandissement de la zone marécageuse et d’une végétation dense.
Cette occupation ancienne explique la présence de plusieurs monuments historiques et sites mémorables ayant participé à la formation de l'identité réunionnaise, comme la Poudrière qui est le plus ancien bâtiment de l'île. Construit en 1724, c'était à la base un magasin à poudre puis devient un magasin de stockage pour finalement être abandonné dans les années 1970.
La grande maison de Savannah qui a tout d'abord servi d'hôpital puis d'entrepôt de stockage de sucre, aujourd'hui inexploitée, est inscrite aux monuments historiques.
Enfin le moulin à manioc construit en 1820 est remplacé par un moulin à eau produisant de l'énergie. Actuellement, ce dernier est devenu un endroit de détente où l'on peut se baigner et pique-niquer.

## Écologie (biodiversité, intérêt écopaysager…)
L'étang de Saint-Paul constitue la plus vaste zone humide de la Réunion. La proximité de l'océan et son ancienne influence directe ont permis l'installation d'une biodiversité typique très originale.

### Flore
La réserve naturelle nationale de l'étang Saint-Paul possède une flore exceptionnelle et rare constituée de plantes spécifiques aux zones humides. On distingue plus de 40 espèces végétales dont 20 sont remarquables, réparties en 3 catégories : 
- Les espèces hygrophytes qui sont des plantes aquatiques. On y trouve l'Hibiscus tiliaceus appelé Mova à La Réunion, le Thespesia populnea dit Porcher, l'Heritiera littoralis dit aussi Bois de table.
- La végétation aquatique hydrophyte, localisée sur les bordures de l'étang avec Pestia stratiotes appelé Laitue d'eau à La Réunion et la Naïade de Madagascar.
- Les plantes hélophytes sont situées sur les berges de l'étang. Parmi elles, la Châtaigne d'eau, la Massette, le Phragmites mauritianus, le Paspalidium germinatum et le Cyperus Papyrus.

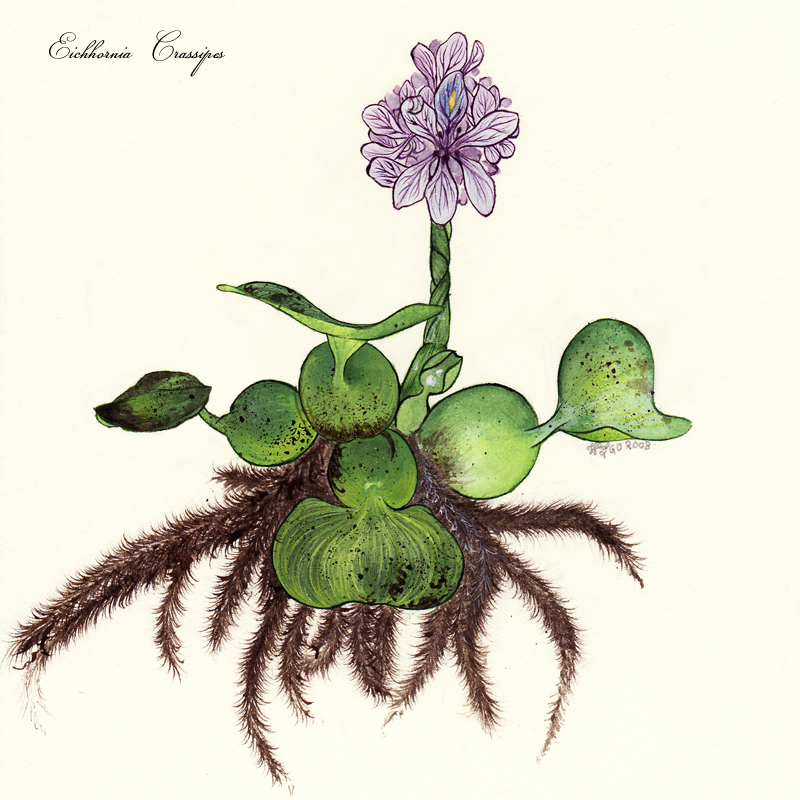
Jacinthe d'eau, espèce invasive

- On y trouve également des espèces invasives qui prolifèrent sur le site contre lesquelles les gestionnaires de la réserve essaient de lutter : la Jacinthe d'eau, le Songe noir, le Liseron d'eau, la Laitue d'eau et le Papyrus.

Aujourd'hui cette flore exceptionnelle fait face à une triple menace. La principale est l'assèchement de l'étang (auparavant les 440 hectares du site étaient entièrement recouverts d'eau ce qui n'est plus le cas aujourd'hui) ; la pollution de l'eau constitue également une menace (due au développement agricole dans les hauts de la commune de Saint-Paul) et enfin la dernière est l'apparition des plantes invasives citées plus haut.

### Faune
Le site de la réserve naturelle nationale de l'étang de Saint-Paul, possède une faune composée de nombreuses espèces endémiques avec une importance particulière à l'échelle du bassin océan Indien, car c'est un lieu de nourrissage, de chasse, de reproduction et/ou de protection. Plus de 25 espèces d'oiseaux peuvent y être observées (busard de Maillard ou papangue, héron strié, poule d'eau, courlis corlieu, héron vert).
Parmi les 230 espèces d'insectes, 15 espèces de papillons ont été recensées dont 3 sont endémiques et protégées car présentant une forte valeur patrimoniale : Euploea goudotii, Neptis dumetorum et Papilio phorbantha ainsi que des libellules (zygoptera, odonates…). Trois espèces de reptiles introduits sont présents : l'endormi, la couleuvre loup et l'agame versicolore. Des batraciens introduits vers 1750 et 1927 pour lutter contre les moustiques sont présents sur le site : Ptychadena mascareniensis, endémique de la Réunion et peu commune sur l'île, et des Bufo gutturalis.
Des chauves-souris telles que la Mornopterus Francoismoutoui ou Petit molosse de la Réunion, espèce endémique, sont présentes. Insectivores, elles se nourrissent de la grande abondance d'insectes sur le secteur.
Tous les poissons et macro-crustacés sont diadromes. C'est pour cette raison que l'étang Saint-Paul a une importance non négligeable dans le cycle de vie des espèces aquacoles. De par sa surface importante, il est le lieu de concentration majeure pour les poissons et crustacés de l'île. Quatre espèces de poissons et une des macro-crustacés sont endémiques de la zone ouest de l'Océan Indien et sont importantes à ce titre pour la biodiversité de la région : l'Anguille du Mozambique, la Loche des sables, le Cabot noir, le Cabot rayé et l'Écrevisse signal. On trouve aussi 3 espèces classées vulnérables sur la liste rouge de l'UICN : les chevaquines Caridina serratirostris, Caridina Typus et la chevrette australe Machrobrachium australe.
Près de 30% des espèces sur le site présente une valeur patrimoniale importante.

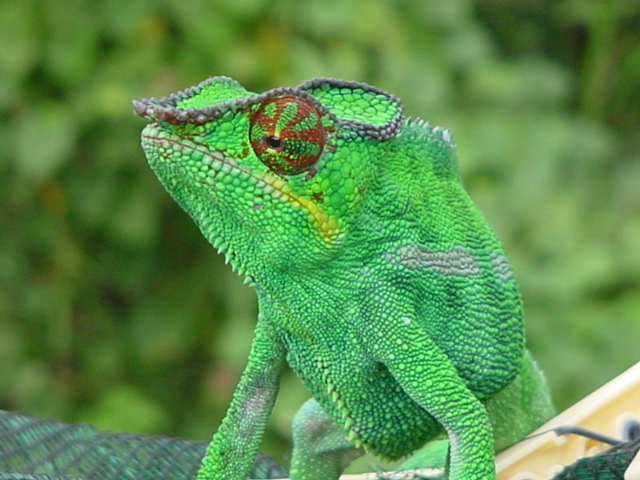
Un "endormi"
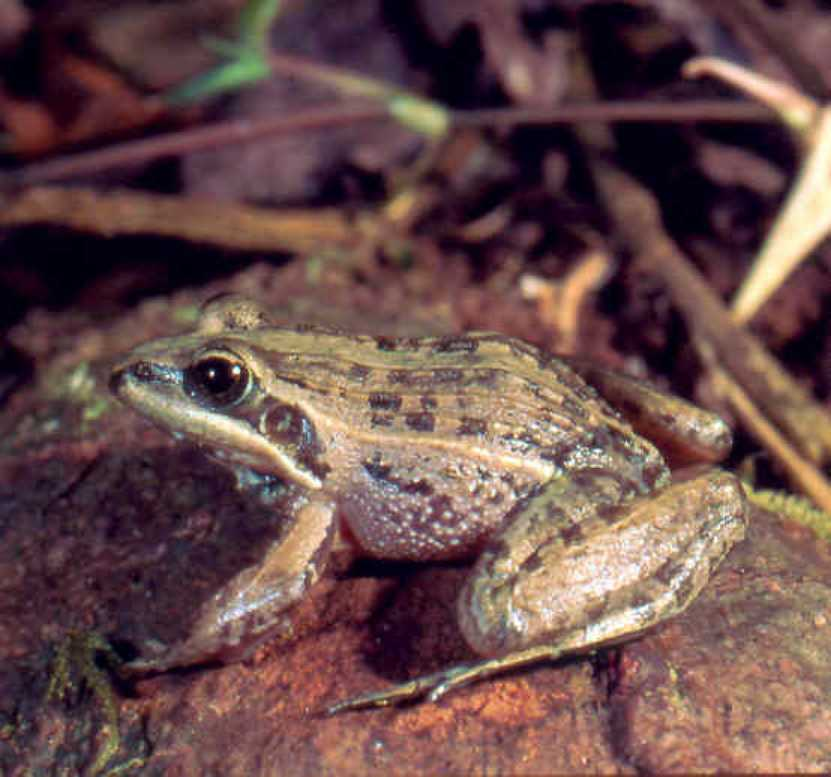
Grenouille Ptychadena mascareniensis
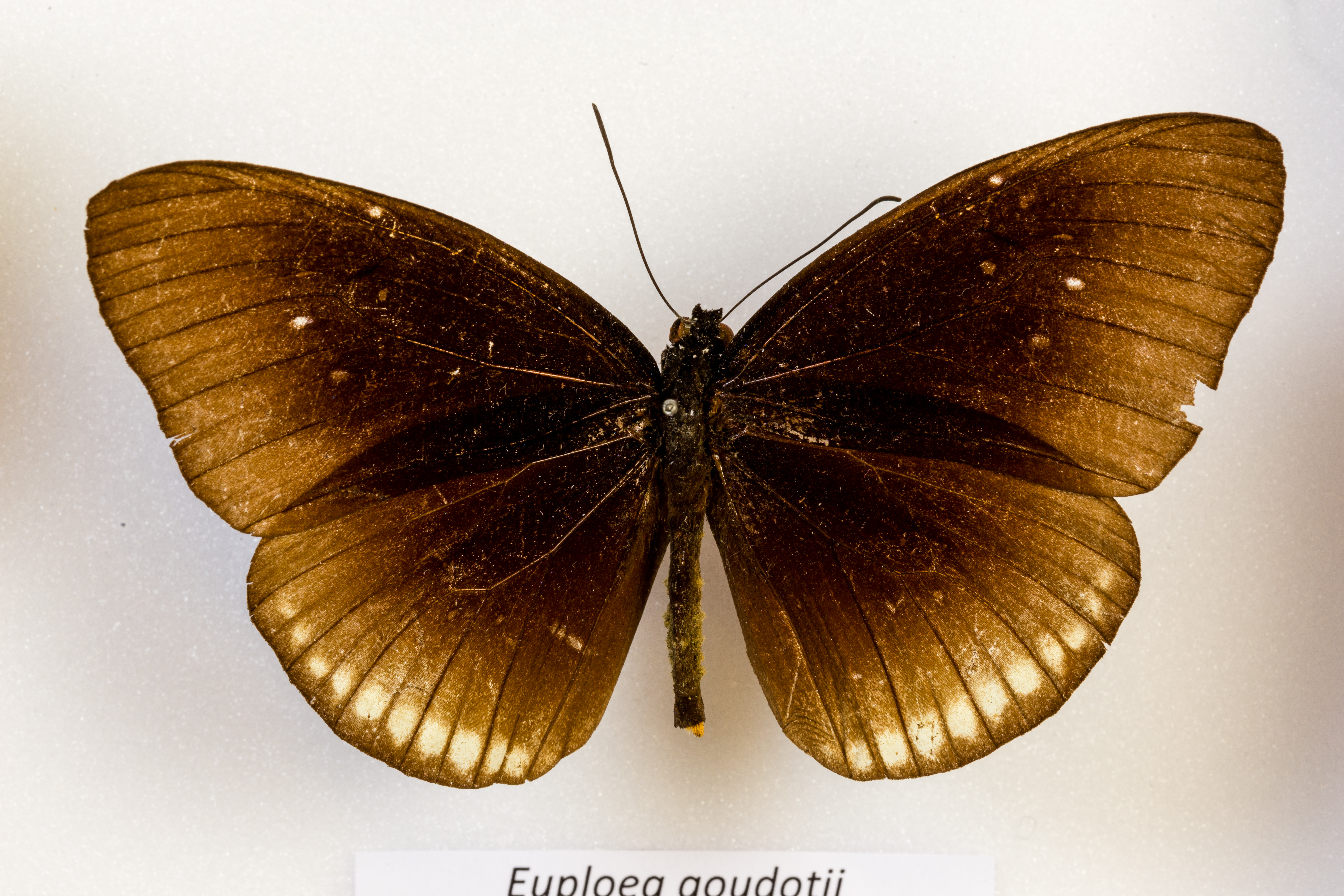
Euploea goudotii
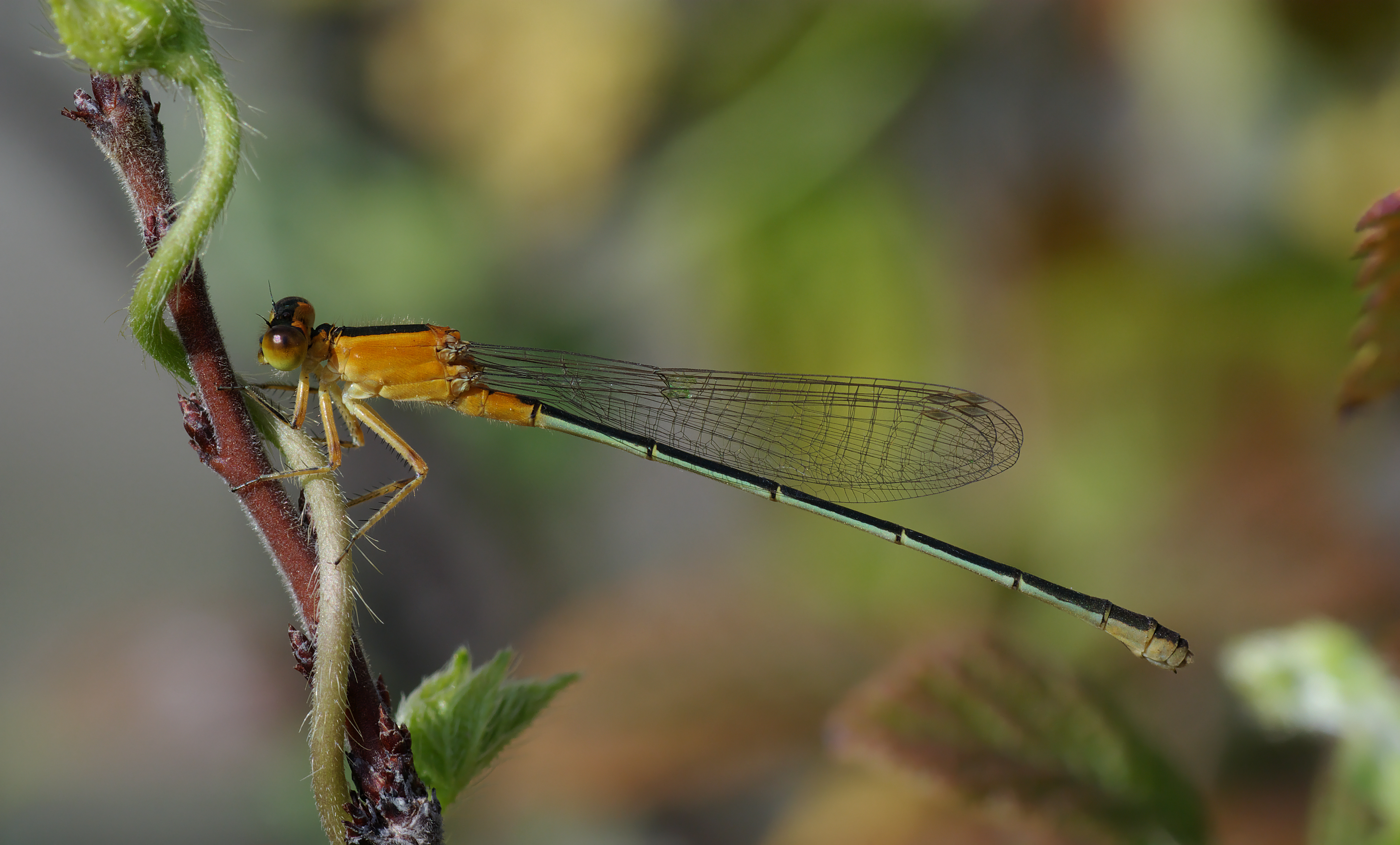
Ischnura senegalensis
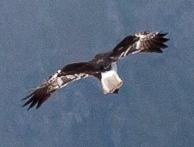
Papangue
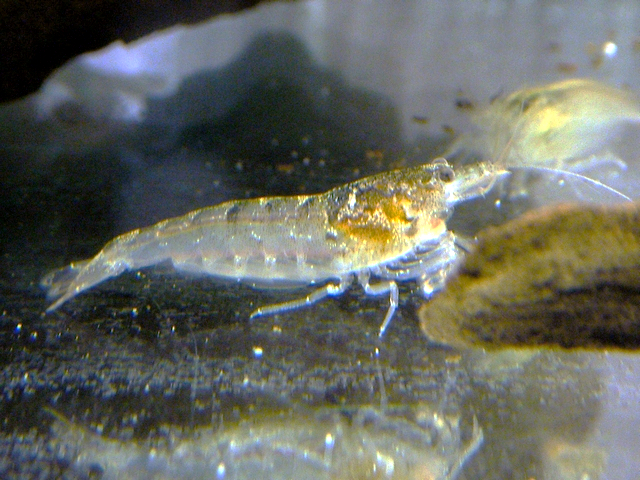
Chevaquine

## Intérêt touristique et pédagogique
Des guides et des médiateurs de la réserve proposent des balades sur terre (sentiers) et sur l'eau (en canoë sur le canal Matoutia), afin de développer les connaissances historiques, culturelles et scientifiques sur l'étang.
La maison de la réserve propose également des bicyclettes à assistance électrique pour découvrir la route du Tour des Roches qui borde l'étang.
Des sentiers de randonnées pédestres situés en périphérie, permettent de découvrir des éléments patrimoniaux et culturels remarquables : la poudrière de Saint-Paul, le lavoir, le pont des Anglais, le chemin pavé Bellemène, le moulin à eau, la grande Maison de Savanna, le pont CFR. Deux autres sentiers mènent à des sites naturels, le bassin Vital et la ravine Bernica.
Des aires de pique-nique agrémentent le site.
Tous les ans un concours de photographie pour le grand public est organisé sur les zones humides de La Réunion avec 5 catégories : faune, flore, paysage à espace naturel, macro et noir et blanc. De même, chaque année, le 2 février la réserve naturelle de l'étang Saint-Paul s'associe à la journée mondiale des zones humides en proposant diverses activités de sensibilisation à la protection de celles-ci. En 2022 cependant, en raison du passage du cyclone Batsirai, la date a été déplacée au 19 février.

## Administration, plan de gestion, règlement
La gestion de la réserve naturelle nationale de l’étang de Saint-Paul a été confiée à la régie autonome personnalisée « Réserve Étang de Saint-Paul » par délibération du conseil municipal de la ville de Saint-Paul du 17 décembre 2014.

### Outils et statut juridique
La réserve naturelle a été créée par le décret no 2008-04 du 2 janvier 2008.

### Réglementation
Les ravines Bernica, Divon ainsi que Renaud sont classées en zone naturelle d'intérêts écologique, faunistique et floristique (ZNIEFF) pour la biodiversité.
La zone rouge (protection intégrale) protège les 249 hectares de milieux les plus humides : y sont interdits les chiens, la pêche, la chasse interdite, les activités agricoles, forestières, de pépinières et aquacoles, également les sportifs et les véhicules motorisés ; interdiction de ramener des éléments de la zone, de camper et interdiction de jeter des déchets.
La zone orange est une zone de  protection modérée de 198 hectares qui entoure la zone rouge. Elle correspond aux milieux à dominante agricole. Sont interdits la chasse, l'aéromodélisme, la circulation avec arme, le lavage de voitures, le camping. Sont réglementés l'allumage des phares, l'activité sportive, la pêche.

## Labellisation Ramsar
Le site de l’étang de Saint-Paul a été désigné le 15 juillet 2019 comme zone humide d’importance internationale au titre de la convention de Ramsar. Le label site Ramsar reconnaît tant le caractère exceptionnel de la plus grande zone humide littorale des Mascareignes que les actions de conservation, de gestion et de protection engagées depuis plusieurs années par la réserve naturelle nationale en lien avec les collectivités et les acteurs du territoire. Il permet une reconnaissance internationale scientifique, assure des aides pour entretenir et valoriser les différents patrimoines afin d'attirer des visiteurs et des touristes. C'est le 12e site labellisé dans les outre-mer.
La superficie labellisée est de 485 hectares ; elle comprend :
- la réserve naturelle nationale de l'étang de Saint-Paul dans son intégralité, soit  447 hectares ;
- les ravines Bernica, Divon, Renaud, classées en zones naturelles d’intérêt écologique, faunistique et floristique (ZNIEFF) pour leur biodiversité ;
- le bassin Vital et la ravine la Plaine.